# Deltentosteus quadrimaculatus
Il ghiozzetto quadrimaculato (Deltentosteus quadrimaculatus) è un pesciolino di mare appartenente alla famiglia Gobiidae.

## Distribuzione e habitat
Vive in tutto il mar Mediterraneo occidentale (anche mar Adriatico e mar Egeo) e nell'Atlantico orientale tra la Spagna del nord ed il Marocco. Nei mari italiani è particolarmente comune lungo le coste venete.
È una specie legata a fondi molli, soprattutto sabbiosi ma anche fangosi. Si spinge fino a 150 metri di profondità ma è reperibile anche in pochi cm di acqua.

## Descrizione
Si riconosce dagli altri piccoli ghiozzi di sabbia per le 4 macchie allineate sui fianchi (più una quinta, poco marcata, sul peduncolo caudale), per la prima pinna dorsale appuntita e per una macchiolina sul bordo posteriore della prima pinna dorsale. I maschi adulti hanno un raggio allungato sulla prima pinna dorsale.
La livrea è color sabbia.
Non supera i 9 cm.

## Alimentazione
Si ciba di piccoli invertebrati che cattura con rapidi guizzi.

## Pesca
Si cattura per caso assieme a gamberetti o ad altri pesci. È apprezzato come pesce da frittura.